# Ernst Lemmermann
Ernst Lemmermann (né le 27 mai 1867 à Brême où il est mort le 11 mai 1915) est un botaniste brêmois, connu pour s'être spécialisé dans le domaine de la phycologie.

## Carrière
Au début de sa carrière, il enseigne au Seminarlehrer de Brême, en même temps qu'il travaille comme assistant, en botanique, au Stadtischen Museum für Natur-, Vôlker- und Handelskunde (Musée Métropolitain pour la Nature). Il devient parallèlement le professeur du biologiste Friedrich Hustedt (1886-1968), qui nommera plus tard la diatomée Achnanthes lemmermannii en l'honneur de son ancien instructeur. Par ailleurs, l'algue bleu-vert Anabaena lemmermannii est aussi nommée en son honneur.

## Ouvrages
Voici une liste non exhaustive des travaux de Lemmermann qui ont été publiés :
- 1898 : Algologische Beiträge (IV-V)
- 1899 : Ergebnisse einer Reise nach dem Pacific (H. Schauinsland, 1896/97) : Plankton-algen
- 1899 : Das Genus Ophiocytium Naegeli
- 1903 : Nordisches Plankton
- 1904 : Das Plankton schwedischer Gewässer
- 1914 : Pantostomatineae, Protomastiginae, distomatinae.